# 小嶋裕二三
小嶋 裕二三（こじま ひろふみ、1967年7月23日 - ）は、神奈川県出身のバスケットボール指導者。女子バスケットボールWリーグ、アランマーレ秋田ヘッドコーチ。

## 来歴
中和田南小学校でバスケを始め、泉が丘中学校、松陽高校を経て青山学院大学に進学。1988年インカレで準優勝。
卒業後は指導者の道を進み、NECでコーチキャリアを始める。
1998年、女子日本代表アシスタントコーチに就任し、1998年アジア競技大会で金メダルに導く。
その後、鷺宮製作所を経て実業団連盟の山形銀行でヘッドコーチ就任、2006年のじぎく兵庫国体優勝。
2008年、デンソーコーチに就任。
2010年、ヘッド昇格。2013-14シーズンにはチーム最高となるWリーグ準優勝に導く。
2012年、ロンドン五輪世界最終予選に出場する日本代表のコーチを務める。
2019年、デンソーヘッドコーチを退任。Wリーグ新規参入を目指すプレステージコーチ就任。

## 経歴
- 松陽高 - 青山学院大 - NECコーチ（1991年〜1997年） - 鷺宮製作所コーチ（1999年〜2000年） - 山形銀行HC（2000年〜2008年） - デンソーコーチ（2008年〜2009年） - デンソーHC（2010年〜2019年） - プレステージコーチ（2019年～）